# Luigi Perozzo

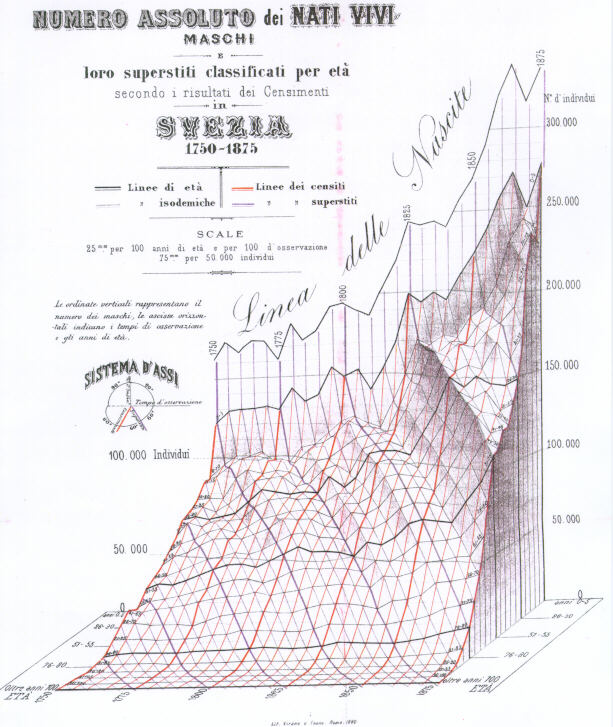
Le stéréogramme représente l'évolution de la pyramide des âges en Suède entre 1750 et 1875.

Luigi Perozzo est un mathématicien et statisticien italien né en 1856 et mort en 1916. 
En visualisation de données, il est l'auteur du stéréogramme, une représentation tridimensionnelle de la pyramide des âges. 